# Чугалевский сельский совет (Кременецкий район)
Чугалевский сельский совет (укр. Чугалівська сільська рада) — входит в состав
Кременецкого района
Тернопольской области
Украины.
Административный центр сельского совета находится в 
с. Чугали.

## Населённые пункты совета
- с. Чугали
- с. Боновка
- с. Зеблозы